# Ringspann
Ringspann ist eine deutsche Unternehmensgruppe mit Stammsitz in Bad Homburg, die 1944 gegründet wurde. Sie unterhält neun Produktionswerke im In- und Ausland und beschäftigt in 22 Gesellschaften etwa 500 Mitarbeiter.

## Unternehmen
Ringspann ist ein Hersteller und Zulieferer von Freiläufen, Industriebremsen, Welle-Nabe-Verbindungen, Überlastkupplungen, Wellenkupplungen sowie Präzisionsspannzeugen und Fernbetätigungen für industrielle Anwendungen. Das Unternehmen hat weltweit über 6.000 Kunden in den Bereichen Getriebebau, Motorenbau, Fördertechnik, Bahntechnik, Luftfahrttechnik, Fahrzeugbau, Bergbau, Montantechnik, Energieerzeugung, Fertigungstechnik, Werkzeugmaschinenbau, Lebensmitteltechnik, Verpackungstechnik, Marinetechnik, Druck- und Papiertechnik sowie im allgemeinen Maschinen- und Anlagenbau. Auf dem Gebiet der Freilauftechnik ist das Unternehmen internationaler Marktführer. Das Leistungsangebot reicht von der Beratung über die Konstruktion und Entwicklung bis zur Herstellung einbaufertiger Komponenten und Systeme für die industrielle Antriebstechnik und die spangebende Metallbearbeitung.

## Produkte
Der Angebotsschwerpunkt von Ringspann liegt im Bereich der industriellen Antriebstechnik und erstreckt sich über sieben Produktgruppen. Es sind dies im Einzelnen:

### Freiläufe
Freiläufe sind in nur einer Drehrichtung wirkende Kupplungen. Sie kommen je nach Bauart als Überholfreiläufe, Vorschubfreiläufe und Rücklaufsperren zum Einsatz. Als Rücklaufsperren in Getrieben oder Förderanlagen verhindern sie unerwünschte Drehbewegungen gegen die Betriebsdrehrichtung; in der Überholfunktion kuppeln sie die Leistungseinheiten der Antriebsstränge in Abhängigkeit vom Drehmoment ein und aus; in der Vorschubfunktion übersetzen sie lineare Hin- und Herbewegungen in schrittweise Drehbewegungen. Das Angebot von Ringspann beinhaltet Freiläufe in allen wichtigen Ausführungen für Nenndrehmomente von 100 bis 1.230.000 Nm: Komplette Klemmstück- und Klemmrollenfreiläufe mit eigener Lagerung des Innenrings und Außenrings, langsam laufende Rücklaufsperren, gekapselte Gehäusefreiläufe mit integrierten Funktionsüberwachungssystemen (Condition-Monitoring), Basisfreiläufe, Anbaufreiläufe und Einbaufreiläufe ohne eigene Lagerung sowie Käfigfreiläufe und Lastmomentsperren.

### Industriebremsen
Die Industriebremsen des Unternehmens dienen als Stopp- und Notfallbremsen, die rotierende Wellen, Scheiben und Walzen zum Stillstand bringen, als Regelbremsen zur Einhaltung von Zugkräften und Drehmomenten sowie als Haltebremsen von Wellen. Typische Einsatzgebiete sind die Antriebssysteme von Förderbändern, Verpackungsanlagen, Verseilmaschinen und Maschinen der Lebensmitteltechnik. Das Angebot umfasst alle Bauformen und -größen, die heute im Maschinen- und Anlagenbau von Bedeutung sind: Pneumatische Bremzangen, hydraulische Scheibenbremsen, elektromagnetische Bremszangen, elektrohydraulische Schreiben- und Trommelbremsen sowie manuelle Bremszangen und Klemmeinheiten. Außerdem gehören Steuerungssysteme, Hydraulikaggregate, Pneumatikboxen, Transformatoren sowie eine Reibklotz-Verschleißüberwachung zum Angebot. Das Industriebremsen-Sortiment von RIngspann umfasst Bremsmomente von 10 bis 325.000 Nm.

### Welle-Nabe-Verbindungen
Die Welle-Nabe-Verbindungen des Unternehmens basieren auf dem Reibschluss-Prinzip und sind weitgehend standardisierte Konstruktionselemente zur Verbindung von Wellen und Naben. Sie ermöglichen die Übertragung von Drehmomenten von bis zu 4.225.000 Nm sowie von Axialkräften, Querkräften und Biegemomenten. Zum Sortiment gehören außenspannende Schrumpfscheiben zur spielfreien Befestigung von Hohlwellen oder Naben auf Wellen, innenspannende Konus-Spannelemente zum spielfreien Verbinden von Naben auf Wellen, innenspannende Sternscheiben zum spielfreien Befestigen von Naben auf Wellen bei gleichzeitig häufigem Spannen und Lösen, Spannsysteme für die reibschlüssige Verbindung von Torquemotoren mit Maschinenwellen sowie Sternfedern und Kugellager-Ausgleichsscheiben, die als feinmechanische Anpresselemente und Andrückfedern zum Spielausgleich von Kugellagern dienen.

### Überlastkupplungen
Überlastkupplungen sind mechanische Sicherheitsbaugruppen, die bei Erreichen eines zuvor eingestellten Grenzdrehmoments – der Ausrastkraft – einen Abtrieb vom Antrieb trennen. Auf diese Weise verhindern sie Betriebsstörungen, Maschinenschäden und Ausfallzeiten durch Überlastungen. Das Unternehmen bietet formschlüssige und reibschlüssige Überlastkupplungen in verschiedenen Ausführungen an: Als Drehmomentbegrenzer, Rutschnaben oder Kraftbegrenzer für einstellbare Grenz- und Rutschdrehmomente von 6,0 bis 140.000 Nm.

### Wellenkupplungen
Wellenkupplungen sind nicht schaltbare Kupplungen. Sie dienen als starre, drehstarre oder elastische Verbindungselemente zwischen den Wellen und den Komponenten eines Antriebsstranges. Das Wellenkupplungsprogramm von RIngspann umfasst starre Flanschkupplungen und Konus-Spannkupplungen, drehstarre Zahnkupplungen, Lamellenkupplungen und Ausgleichskupplungen sowie drehelastische Stahlbandkupplungen, Bolzenkupplungen und Klauenkupplungen. Über alle Bautypen hinweg decken diese Wellenkupplungen Nenndrehmomente von 2,0 Nm bis zu 1.299.500 Nm ab.

### Präzisionsspannzeuge
Spannzeuge sind Vorrichtungen und Baugruppen zur Herstellung kraftschlüssiger Verbindungen zwischen einem Werkzeug und einem zu bearbeitenden Werkstück oder einer Bearbeitungsmaschine und einem Werkzeug oder zwischen verschiedenen Funktionseinheiten einer Maschine. Je nach Bauart dienen die Präzisionsspannzeuge des Unternehmens der Innen- und Außenspannung von Bauteilen mit zylindrischen Innen- oder Außenflächen sowie der Spannung zylindrischer Maschinenteile. Die Präzisionsspannfutter und Präzisionsspanndorne sind Komplettspannzeuge für den Selbstbau sowie für die Umsetzung individueller Spannprinzipien. Sie kommen vorrangig im Getriebebau, in der Automobilindustrie und im Flugzeugbau im Rahmen der Verzahnungstechnik zum Einsatz. Ausgelegt für das Spannen der Druckzylinder von Druckereimaschinen und für das Spannen der Dreh-Schwenktische in mehrachsigen Bearbeitungszentren bietet das Unternehmen Spannkupplungen an.

### Fernbetätigungen
Fernbetätigungen sind mechanisch wirkende Druck-Zug-Kabel zur bidirektionalen Übertragung von Kräften zwischen örtlich getrennten und stationären Komponenten. Sie ermöglichen die flexible Trennung der Verbindung von Ein- und Ausgabekraft. Fernbetätigungen dienen der Realisierung wartungsfreier und sicherer Bedien- und Stellvorrichtungen. Sie eignen sich für die Übertragung hoher Lasten, für die Verlegung in sehr kleinen Biegeradien und für den Dauereinsatz unter Temperaturen von −50 °C bis +100 °C. Die Kabelsysteme verfügen über spiralförmige Flachdraht-Armierungen, PTFE-ummantelte Seelen und Innenrohre im Führungsschlauch. Je nach Ausführung übertragen sie Druckkräfte von bis zu 3.150 N und Zugkräfte von bis zu 4.500 N. Zum Sortiment gehören bidirektionale Druck-Zugkabel, konventionelle Bowdenzüge und Bedieneinheiten wie Regulier- und Stellhebel und Gaspedalsysteme.

## Märkte
Ringspann unterhält ein technisch breit gefächertes Zulieferangebot (One-Stop-Shop) für Komponenten der industriellen Antriebstechnik und Spanntechnik, die in vielen Branchen und Schlüsselindustrien Anwendung finden. Es sind dies vorrangig der Bau von Industriegetrieben und Getriebemotoren, die Fördertechnik, die Bahntechnik, die Luftfahrttechnik, der Fahrzeugbau, die Bergbau- und Montantechnik, der Werkzeugmaschinenbau, die Lebensmitteltechnik, die Verpackungstechnik sowie Energieerzeugung und Kraftwerksbau, Marinetechnik, Elektromobilität, Druckereiwesen, Papiertechnik und der Maschinen- und Anlagenbau.

## Geschichte
Die Ringspann GmbH nahm am 1. Januar 1944 als Gemeinschaftsunternehmen des Ingenieurs Albrecht Maurer und der Torpedo-Werke in Frankfurt am Main den Geschäftsbetrieb auf. Sie fertigte auf der Basis der von Maurer entwickelten Ringspann-Scheibe zunächst vorrangig Spannfutter, Spanndorne sowie Rutsch- und Schutzkupplungen. Nach dem Ausscheiden der Torpedo-Werke 1953 führte Albrecht Maurer das Unternehmen zunächst als Alleingesellschafter weiter. Nach dem Einstieg von Karl Stroh Senior als Gesellschafter Ende des Jahres 1954 erhielt das Unternehmen wichtige Wachstumsimpulse. Im Laufe der folgenden Jahrzehnte entwickelte sich ein mittelständisches Unternehmen mit steigender Mitarbeiterzahl, Kunden in vielen Schlüsselindustrien und einem stetig wachsenden Angebot. Als maßgebend für das Wachstum der Firma und ihre Wandlung zu einer internationalen Unternehmensgruppe erwiesen sich die kontinuierliche Generierung neuer Produktlösungen auf der Basis der eigenen Entwicklungsarbeit sowie der fortwährende Ausbau des Produktprogramms im Bereich Antriebstechnik. Weitere, wichtige Wachstumsimpulse gab die ab den 1970er-Jahren unter der Regie der zweiten Führungsgeneration – repräsentiert durch die geschäftsführenden Gesellschafter Ruprecht Maurer und Dr. Christof Maurer sowie den Gesellschafter Karl Stroh Junior – forcierte internationale Expansion des Unternehmens.